# Врублево (Шамотульський повіт)
Врублево (пол. Wróblewo) — село в Польщі, у гміні Вронки Шамотульського повіту Великопольського воєводства.
Населення — 375 осіб (2011).
У 1975—1998 роках село належало до Пільського воєводства.

## Демографія
Демографічна структура станом на 31 березня 2011 року:
|          | Загалом | Допрацездатний вік | Працездатний вік | Постпрацездатний вік |
| -------- | ------- | ------------------ | ---------------- | -------------------- |
| Чоловіки | 187     | 37                 | 137              | 13                   |
| Жінки    | 188     | 42                 | 110              | 36                   |
| Разом    | 375     | 79                 | 247              | 49                   |